# Покајање (филм)
Покајање (енгл. Atonement) је ратни љубавно-драмски филм из 2007. године, режисера Џоа Рајта, према сценарију који је Кристофер Хемптон написао на основу истоименог романа Ијана Макјуана. Главне улоге у филму тумаче Џејмс Макавој, Кира Најтли, Серше Ронан, Ромола Гари и Ванеса Редгрејв, а радња приказује злочин једне девојчице и његове последице током шест деценија, почев од 1930-их.
Филм је премијерно приказан 29. августа 2007. на Филмском фестивалу у Венецији, док је 7. септембра изашао у британским биоскопима, односно 7. децембра у Сједињеним Државама. Наишао је на позитивне рецензије критичара, који су нарочито похвалили глуму, емоционалну тежину, режију, музику, фотографију, монтажу, сценографију и укључивање историјских догађаја. Био је номинован за седам Оскара, укључујући онај за најбољи филм, а победу је однео у категорији за најбољу оригиналну музику. Такође је освојио две награде БАФТА и две награде Златни глобус.

## Радња
У Енглеској 1935. године, тринаестогодишња Брајони Талис, најмлађа ћерка богатe породице Талис, из своје собе посматра своју старију сестру Сесилију и Робија Тарнера (у кога је Брајони заљубљена), сина породичне служавке. Током свађе Сесилије и Робија поред врта и фонтане, Роби случајно разбија вазу и виче Сесилији да остане где је како се не би посекла. Још увек љута, Сесилија скида одећу и улази у фонтану како би пронашла један од делова вазе. Брајони све то посматра са прозора и погрешно тумачи однос између Сесилије и Робија.
Роби пише писмо Сесилији како би јој се извинио због инцидента. У једном од нацрта, он искрено изражава своја осећања привлачности према њој експлицитним речима. Иако није намеравао да пошаље ту верзију, он грешком у коверту ставља баш то писмо, уместо другог формалног, и моли Брајони да га преда Сесилији. Брајони прочита писмо пре него што га уручи сестри. Касније, она описује писмо својој петнаестогодишњој рођаки Лоли, која Робија назива „сексуалним манијаком”.
Пол Маршал, пријатељ Брајониног и Сесилијиног старијег брата Леона, представља се рођацима и делује као да га привлачи Лола. Пре вечере, Роби и Сесилија остају сами у библиотеци, и он се извињава због непристојног писма, али она му признаје да га воли. Њих двоје воде љубав уз зид у библиотеци док их Брајони, која је непримећено ушла, гледа и погрешно закључује да је њена сестра силована.
Током вечере, Лолина браћа близанци нестају и укућани организује потрагу. Док учествује у потрази, Брајони наилази на Лолу коју силује непознати мушкарац који одмах бежи. Иако никада није јасно видела силоватеља, Брајони је убеђена да је то био Роби; збуњена Лола, која такође није видела његово лице, не противречи. Касније, Роби, који је пронашао близанце неповређене, враћа се у кућу. Он бива ухапшен упркос Сесилијиним молбама и уверавањима да је невин. Сведочења Лоле и Брајони, заједно са експлицитним писмом, убеђују све осим Сесилије у његову кривицу.
Четири године касније, током Другог светског рата, Роби бива пуштен из затвора под условом да се придружи војсци и учествује у бици за Француску. Одвојен од јединице, он пешке одлази до Денкерка. Присећа се тренутка од пре шест месеци када се срео са Сесилијом, која је сада медицинска сестра. Брајони, сада осамнаестогодишњакиња, придружила се истој болничкој јединици као и Сесилија, у болници Светог Томе у Лондону, уместо да похађа Кембриџ. Пише сестри, али Сесилија још увек не може да јој опрости што је помогла у Робијевом хапшењу и осуди. Роби, тешко болестан од заражене ране и у халуцинацијама, стиже до плажа Денкерка где чека евакуацију.
Касније, Брајони, која се каје због своје улоге у Робијевој осуди, сазнаје да се Пол Маршал спрема да се ожени Лолом. Док присуствује венчању, схвата да је Пол заправо био тај који је силовао Лолу током потраге за близанцима. Брајони посећује Сесилију како би затражила опроштај и предложила да промени своје сведочење, на шта јој Сесилија одговара да би сада била „непоуздан сведок”. Брајони је изненађена што Роби живи са Сесилијом док је на одсуству из војске. Она се извињава због своје обмане, али је Роби бесан што није преузела одговорност за своје поступке. Сесилија га смирује, а Роби упућује Брајони како да исправи истину и помогне да му се поништи осуда. Брајони пристаје. Сесилија додаје да би Брајони требало да укључи и све чега се сећа у вези са Денијем Хардманом, али Брајони указује да је силоватељ био Пол Маршал. Сесилија додаје да се он управо оженио Лолом и да она неће моћи да сведочи против свог мужа.
Деценијама касније, Брајони, сада већ стара и успешна списатељица, даје интервју поводом своје најновије и последње књиге, аутобиографског романа под називом Покајање, и објашњава да болује од васкуларне деменције. Сазнаје се да је део књиге у којем Роби и Сесилија живе заједно и Брајони им се извињава — измишљен. Истина је да се никада није искупила за своју грешку, као и да се Сесилија и Роби никада нису поново срели; Роби је умро од сепсе изазване зараженом раном у Денкерку, а Сесилија се удавила неколико месеци касније током подземне поплаве настале услед немачког бомбардовања подземне станице Балам. Брајони признаје да је роман написала са измишљеним срећним крајем како би, барем у фикцији, пружила Сесилији и Робију срећу коју никада нису имали — јер је она одговорна за погрешну идентификацију Робија као Лолиног силоватеља. Последња сцена приказује замишљени живот Сесилије и Робија како заједно бораве у кући поред мора, коју су планирали да посете кад се поново сретну.

## Улоге
- Џејмс Макавој као Роби Тарнер
- Кира Најтли као Сесилија Талис
- Серше Ронан као Брајони Талис са 13 година
  - Ромола Гари као Брајони Талис са 18 година
  - Ванеса Редгрејв као Брајони Талис са 77 година
- Бренда Блетин као Грејс Тарнер
- Џуно Темпл као Лола Квинси
- Бенедикт Камбербач као Пол Маршал
- Патрик Кенеди као Леон Талис
- Харијет Волтер као Емили Талис
- Алфи Ален као Дени Хардман